# Dichotomie
Dichotomie (aus altgriechisch δίχα dícha, „zweifach, doppelt“ und altgriechisch τομή tomé „Schnitt“) bezeichnet die tatsächliche oder scheinbare Zweiteilung von Erfahrungsbereichen in Entweder-Oder-Gegensätze. Sie können einander ergänzen (komplementäre Phänomene wie Welle↔Teilchen, Antagonismus, Schlüssel-Schloss-Prinzip, Komplementärwährung), eine Aufteilung in zwei Teile ausdrücken (Polarität, Teilmärkte, Schismogenese, Gehirnhälften) oder Kategorisierungen des Denkens sein (abstrakt↔konkret, Form↔Inhalt, Alles↔Nichts, kalt↔heiß uvm.).

## Etymologie
Dichotomie bedeutet wörtlich ‚Halbieren, Zerschneiden‘ (altgriechisch διχοτομία dichotomía; aus altgriechisch δίχα dícha, deutsch ‚entzwei‘, ‚getrennt‘ und altgriechisch τέμνειν témnein, deutsch ‚schneiden‘). Das Adjektiv lautet dichotom oder dichotomisch. Man spricht beispielsweise von einer dichotomen oder dichotomischen Methode, wenn sie auf Einteilungen in jeweils zwei Teile oder Gruppen beruht.

## Dichotomien in verschiedenen Bereichen

### Im Sinne der Mengentheorie

Illustration einer Dichotomie: Die Begriffe A und B sind als separate Kreise dargestellt

Entscheidend ist bei der dichotomen Einteilung einer Menge (Beispiel: Einteilung in zwei Begriffe A und B), dass
- jedes Element der einen oder der anderen Untermenge (A oder B) zuzuordnen ist und
- kein Element beiden Untermengen (Begriffen) zugleich zuzuordnen ist; die Untermengen dürfen also keine Schnittmenge haben (die Begriffe sind disjunkt).

Bei einer dichotomen Einteilung ist der Fehler der unangemessenen Einteilung ausgeschlossen. Es wird gefordert, dass zwei einander komplementäre Begriffe den Umfang oder die Bedeutung des ursprünglichen Begriffes vollständig umfassen. Eine unvollständige Einteilung oder eine sich überschneidende Einteilung ist somit nicht möglich. Die Vereinigung der dichotomen Begriffe führt wieder zum Ursprungsbegriff.
Dichotome Einteilungen sind nicht immer zweckmäßig. Zum Beispiel können bei plakativen Einteilungen der Bevölkerung in Alt und Jung, Stadt und Land, Schwarz und Weiß (Hautfarbe) die Unterschiede überbetont werden und mögliche Gemeinsamkeiten aus dem Blick geraten („Schwarz-Weiß-Malerei“).

### In der Mathematik
Beispiele aus den Bereichen Mathematik und Logik:
- die Einteilung der ganzen Zahlen in gerade und ungerade Zahlen,
- die Einteilung der reellen Zahlen in rationale und irrationale Zahlen,
- die Einteilung der rationalen Zahlen in ganze Zahlen und Brüche, deren Zähler und Nenner teilerfremd sind,
- die Einteilung von Aussagen in wahre und falsche Aussagen („Tertium non datur“ (lat.: „Etwas drittes gibt es nicht“)).

In der Statistik versteht man unter einer dichotomen oder binären Variablen eine Variable, die zwei Ausprägungen hat, zum Beispiel die Variable „Münze“ mit den beiden Ausprägungen „Kopf“ und „Zahl“.
In der Testtheorie bezeichnet man ein Antwortformat als dichotom, wenn lediglich zwei Antwortmöglichkeiten vorgegeben sind, zum Beispiel „Ja“ und „Nein“. Im Gegensatz dazu werden auch mehrfach gestufte Antwortformate verwendet, zum Beispiel „nie“, „selten“, „manchmal“, „oft“ und „immer“.
In der mathematischen Optimierung versteht man unter einem dichotomen Verfahren eine Methode der lokalen nichtlinearen Optimierung ohne Nebenbedingung. Ein solches Verfahren, das mit gleich großen Halbierungen von Intervallen arbeitet, ist die Intervallhalbierungsmethode.

### In der Astronomie
In der Astronomie wird die Phase, während der ein nicht selbst leuchtendes Gestirn – also meist ein Planet oder Mond im Gegensatz zu einem Stern – von einem Betrachter als zur Hälfte beleuchtet gesehen wird, als Dichotomie bezeichnet. In der visuellen Astronomie bedeutet Dichotomie daher auch „Halbphase“: Ein Planet oder Mond ist genau von der Seite beleuchtet (d. h. im Phasenwinkel 90°), sodass er als Halbkreisfläche erscheint. Bekanntestes Beispiel ist die Phase des Halbmondes, aus der zum Beispiel Aristarch von Samos die Entfernung des Mondes abschätzen konnte. Von der Erde aus können Halbphasen außer beim Mond nur bei den unteren Planeten Merkur und Venus beobachtet werden.
In der Planetologie steht der Begriff für die unter den festen Himmelskörpern verbreitete Erscheinung von zwei auffallend unterschiedlich gestalteten Halbkugeln. Die bekanntesten Beispiele sind neben der Erde und dem Erdmond der Planet Mars und der Saturnmond Iapetus:
- bei der Erde der auffällige Unterschied zwischen Land- und Wasserhemisphäre – eine Folge der Bildung des Pazifik,
- beim Mond die vielen Mare der Vorderseite, die auf der Mondrückseite weitgehend fehlen – eine Folge des „Großen Bombardements“ durch Asteroiden vor etwa vier Milliarden Jahren,
- beim Mars eine ähnliche „Zweiteilung“ zwischen Nord- und Südhemisphäre: im Norden hauptsächlich Tiefebenen, im Süden gewaltige Hochländer. (Der mittlere Großkreis, der diese topografischen Hemisphären voneinander trennt, ist dabei 40° gegen den Äquator geneigt. Die unsymmetrische Massenverteilung bewirkt, dass der Schwerpunkt des Mars gegenüber dem geometrischen Mittelpunkt um drei Kilometer in Richtung der nördlichen Tiefebenen versetzt ist.)

Beim Begriff „Venus-Dichotomie“ wird der Begriff nicht korrekt verwendet, weil er nicht die Halbphase, sondern die zeitweilige Sichelgestalt des Abend- bzw. Morgensterns betrifft. Die „Hörner“ der Venussichel stehen einander nicht um 180° gegenüber, sondern greifen über, eine Folge der dichten Venusatmosphäre. Diese „Dichotomie“ der Venussichel wurde schon im 17. Jahrhundert bemerkt, ist auch bei Tagbeobachtungen festzustellen und war vor der Epoche der Raumfahrt eine Möglichkeit, die Dichte der Atmosphäre abzuschätzen. Weil sie sich als erstaunlich dicht erwies, kam seit Hieronymus Schröter die Vermutung auf, es könnte Venusianer geben.

### In der klinischen Psychologie
In der Klinischen Psychologie steht Dichotomie für ein absolutes Denkmuster und eine kognitive Verzerrung, bei dem eine Person Dinge nur in zwei extreme Stufen bzw. Kategorien unterteilt und ignoriert wird, dass sich dazwischen noch eine Skala von Graustufen befindet. Daher wird beim dichotomen Denken als kognitivem Stil auch vom Alles-Oder-Nichts-Denken gesprochen. Beim Schwarz-Weiß-Denken schiebt der Patient neutrale (graue) Informationen in die negative (schwarze) Kategorie, was auf depressives Denken hindeutet. Dichotomie kann eine kognitive Verzerrung der Depression und von anderen psychischen Erkrankungen wie der Borderline-Persönlichkeitsstörung und der Dissoziativen Identitätsstörung sein. Bei einer dissoziativen Identitätsstörung wird zum Beispiel von einem Kind, das von dem Vater missbraucht worden ist, eine Teilpersönlichkeit erschaffen, die den Vater liebt, und eine, die ihn hasst. Grund dafür ist, dass die Tat nicht mit der Liebe des Vaters koexistieren kann und so zwei konträre Persönlichkeiten geschaffen werden, die nichts voneinander wissen oder sich nicht austauschen wollen.
Beispiele für dichotomes Denken sind z. B. die Einteilung in Gut und Böse, die Einteilung in makellos und fehlerhaft, die Einteilung in sauber und schmutzig oder die Einteilung in heilig und sündhaft. Ebenfalls kann dichotomes Denken bei Vorurteilen und Rollenbildern, wie z. B. der Einteilung nach weiblichem und männlichem Verhalten vorkommen.
Der Mensch wendet meist dichotomes Denken an, um gedankliche Abwägungen zu verdichten und zu kontrastieren, so dass wenig Zweifel an der Handlung aufkommt und diese daher konsequent durchgeführt werden kann. Ebenfalls wird es angewandt, um trotz mehrschichtigen und komplexen Konflikten zu einer relativ klaren Entscheidungsfindung zu kommen und die Komplexität bei der Entscheidungsfindung zu reduzieren und kognitive Prozesse und Zeit dadurch einzusparen. Im sozialen Kontext geht es Personen meist darum, sich mit ihrer Position von anderen abzugrenzen und durchzusetzen, was zu dichotomem Denken führen kann.
Allerdings gehen bei diesem Denken auch viele Abwägungsmöglichkeiten verloren und die Sachverhalte werden zu schnell, einseitig und subjektiv bewertet, so dass es oft an einem ausgewogenen Diskurs und Dialog mangelt oder es zur Vermeidung kommt. In Gruppen und Organisationen kann daher auch die rhetorische Strategie Advocatus Diaboli eingesetzt werden, um den aktuellen Stand der Diskussion zu kritisieren und so Einschränkungen und Einseitigkeiten zu hinterfragen und dementsprechend zu korrigieren.

### In anderen Gebieten
In der Botanik spricht man von Dichotomie oder einer dichotomen Teilung, wenn sich die ursprüngliche Sprossachse in zwei annähernd gleiche Teile verzweigt.
In der Phylogenetik werden in Kladogrammen oder Stammbäumen Verzweigungen von evolutionären Ästen als dichotom angenommen und bei unklaren Verwandtschaftsverhältnissen als polytome Knoten beschrieben.
Im Fach Anatomie bezieht sich der Begriff beispielsweise auf die Verzweigung der Luftröhre in zwei Hauptbronchien.
In der (strukturalistischen) Sprachwissenschaft sind viele Dichotomien grundlegend, zum Beispiel die Dichotomie von Synchronie und Diachronie oder die Dichotomie von Signifikant und Signifikat.
Claude Lévi-Strauss hat Gesellschaften nach deren Motivation zum kulturellen Wandel eingeteilt und eine Dichotomie zwischen kalten und heißen Kulturen postuliert. David Graeber und David Wengrow beschreiben dichotome Verhaltensweisen beziehungsweise Kulturmerkmale zwischen benachbarten Gesellschaften und sprechen dabei von Schismogenese.
In der Volkswirtschaftslehre wurde David Hume 1752 bekannt für seine Auffassung von der reinen Dichotomie des Geldes, die in einer strikten Trennung des güter- und geldwirtschaftlichen Sektors zum Ausdruck kommt, wobei die Inflation allein im geldwirtschaftlichen Sektor ihre Ursachen habe. Außerdem wird die Trennung von Variablen in nominale und reale Größen als (neo)klassische Dichotomie bezeichnet.
Im Strafrecht Deutschlands bezeichnet man die Einteilung der Tatbestände in Verbrechen und Vergehen gemäß § 12 StGB als „Dichotomie des Strafrechts“, die in der BRD zum 1. Januar 1975 an die Stelle der zuvor nach französischem Vorbild existierenden Trichotomie (Dreiteilung) getreten ist.
Die Sein-Sollen-Dichotomie ist ein metaethisches Prinzip, wonach eine dichotomische Einteilung in deskriptive und normative Aussagen in der Ethik besteht. Deshalb kann nicht von einem Sein auf ein Sollen geschlossen werden.
In der Philosophie gibt es verschiedene Lehren, die den Aufbau der Wirklichkeit auf zwei Prinzipien zurückführen. Ein Beispiel ist der Hylemorphismus. Dies ist die moderne Bezeichnung für eine zentrale Lehre in der Philosophie des Aristoteles, nach der die endlichen Substanzen aus zwei verschiedenen Prinzipien bestehen, nämlich dem Stoff oder der Materie (griechisch hýlē) und der Form (griechisch morphḗ).